# 田波御白
田波御白（たなみ みしろ、本名：庄蔵（しょうぞう）、明治18年（1885年）11月8日-大正2年（1913年）8月25日）は、栃木県小山市出身の歌人。初期の号は「水韻」。

## 経歴
1885年（明治18年）、栃木県下都賀郡南小林村（みなみおばやし：現・小山市南小林）に生まれる。栃木中学校（現・栃木高等学校）に入学、中学4年生のとき雑誌『帝国少年議会議事録』に投稿したのが最初の作品とみられている。10代のときに金子薫園の白菊会に参加し、土岐善麿、吉植庄亮、平井晩村らと知り合う。その後、第六高等学校、東京帝国大学英文科に進む。
26歳の時に和辻哲郎らとともに東京帝国大学の帝国文学会委員となる。『帝国文学』に短歌の他、翻訳、創作等も発表するなど歌人として活躍し始めるが、肺結核を患い平塚の杏雲堂病院での療養を経て、七里ヶ浜の療養所にて27歳で永眠。遺骨は生家近くの墓地に葬られる。1913年（大正2年）9月10日、東京帝国大学構内で追悼式が催される。十月、『帝国文学』は「田波御白追想録」を掲載する。また、十二月には『抒情詩』が御白追悼号を出した。
その後、1914年（大正3）年4月、遺稿集である『御白遺稿』が友人内藤鋠策の尽力で御白遺稿刊行会から出版された。
御白を顕彰する「御白の会」が1992年に設立され、小山市城東公園には御白の「ふるさとのけやきよならよ冬枯れの木立がかこむ家のこひしき」という歌が刻まれた歌碑がある。またここでは毎年8月に同会主催の「御白まつり」が開催されている。

## 作品
- 『御白遺稿』
- 田波御白全集刊行会編『田波御白全集』田波御白全集刊行会、1992年